# الپرستد
الپرستد (به آلمانی: Alperstedt) یک شهر در آلمان است که در تورینگن واقع شده‌است.

## خصوصیات
الپرستد ۸٫۸۸ کیلومترمربع مساحت دارد ۱۵۷ متر بالاتر از سطح دریا واقع شده‌است.